# 賓利 (西約克郡)
賓利（Bingley）是位於英格蘭西約克郡的一座城市，據2001年人口普查，賓利有人口19,884人，2011年減少至18,294人。當地舉辦有多個音樂節，包括舉辦於2007年至2018年的Bingley Music Live。